# Kiss Balázs (atléta)
Kiss Balázs (Veszprém, 1972. március 21. –) olimpiai bajnok kalapácsvető.

## Sportpályafutása
Az utánpótlás évei során első, nagyobb nemzetközi sikere a Szalonikiben rendezett ifi Eb bronzérem volt 1991-ben. Egyetemi tanulmányait az Egyesült Államokban, a Dél-kaliforniai Egyetemen végezte el marketing és menedzsment szakon és ugyanitt folytatta edzéseit is.
1993-ban Amerikában NCAA (amerikai egyetemi atlétikai bajnokság), Magyarországon utánpótlás bajnok lett, majd Veszprémben 77,18 méteres új egyéni csúccsal teljesítette a felnőtt vb kiküldetési szintet. Júliusban az universiadén szerzett második helyezést. Augusztus elején a felnőtt bajnokságon Gécsek Tibor mögött ezüstérmesként végzett. Három nappal a vb előtt megsérült, így kihagyta a versenyt.
A következő évben megismételte bajnoki címeit és ob ezüstérmét. Az Európa-bajnokságon, Helsinkiben a döntőbe verekedte magát. A fináléban a 12. helyen végzett.
1995 áprilisában egy Los Angeles-i versenyen amerikai főiskolás csúcsot dobott, egyben teljesítette a vb kiküldetési szintet is. Májusban, Kaliforniában a szezon addigi legjobb kalapácsvető eredményét érte el, amely egyben országos csúcs is volt (81,94 m). Júniusban ismét elhódította az NCAA bajnoki címét. Ezután Európában versenyzett tovább. Turkuban részt vett az atlétikai Európa-kupán, ahol első lett, megelőzve a világranglista éllovas Ihar Asztapkovicsot. Június végén a franciaországi Dreux-ben indult. Itt saját országos csúcsát túlszárnyalva 82,10 métert teljesített. A göteborgi világbajnokság selejtezőjéből a harmadik helyen került a döntőbe, ahol eredmény elmaradt a várakozástól (79,02 m) így a negyedik lett. A vb után rendezték az országos bajnokságot, ahol egyedül tudott 80 méter fölé kerülni, így elnyerte a magyar bajnoki címet. Három napra rá Veszprémben 82,56 méterrel újabb magyar rekordot állított fel. A szezont Fukuokában universiade-aranyéremmel zárta (79,94 m).
1996-ban a kalapácsvetés az atlétikai grand prix sorozat része lett. Májusban az első, oszakai viadalon második lett. Majd júniusban St. Denisben kerek 80 méterrel gp versenyt nyert. Később Rómában és Moszkvában végzett a harmadik helyen. A féléves világranglistán 80,86 méterrel az élen állt. Júliusban Lausanne-ban majd Nizzában is versenyt nyert. Utóbbi helyszínen a szezon addigi legjobb eredményét, 81,76 métert ért el. Ekkor a kalapácsvető gp pontverseny éllovasa volt és összetettben a harmadik helyen állt. Ezt követően visszautazott az Egyesült Államokba, hogy ott folytassa olimpiai felkészülését, így nem vett részt az országos bajnokságon.
Az olimpián, a selejtezőben első érvényes kísérletével teljesítette a kvalifikációs szintet és harmadikként bekerült a döntőbe. A fináléban Kiss az első sorozat után az élre állt 79,28 méterrel. A következő körben Heinz Weiss ugyan két centivel megelőzte, de a magyar versenyző is javított (80,50 m) majd a harmadik kísérletére elért 81,24 métert ért el. A 4. és az 5. szériában nem volt az első helyre veszélyes kísérlet. A 8. helyen álló amerikai Lance Deal utolsó dobására 81,12 métert ért el, amely igen veszélyes volt a magyar elsőségre. De Kiss Balázs megszerezte a magyar atlétika 9. olimpiai aranyérmét.
1996 augusztusában a brüsszeli gp versenyen 4. lett, majd Königs Wusterhausenben második. A gp-ben vezetett és a világranglistán is a második helyen állt. Szeptemberben Milánóban rendezték a gp döntőt, ahol egy betegségből kilábalva nem tudott beleszólni a győzelemért folyó harcba és a negyedik helyen végzett.
Kiss jól kezdte az 1997-es szezont. A májusban elért 80,66 méteres és a júniusi 81,62 méteres eredménye majd a júliusban, Veszprémben elért 82,90 méter a világranglista második helyéhez volt elegendő. A tavalyi évhez hasonlóan ezúttal sem indult el az ob-n. Augusztusban rendezték az év legrangosabb versenyét az athéni vb-t. Kiss a selejtezőből 80,46 méterrel jutott a döntőbe, ahol elmaradt a várakozástól, 79,96 méterrel a negyedik helyen végzett. Az atlétikai szezont a Cataniában rendezett universiadén szerzett aranyérmével valamint világranglista második hellyel zárta.
Az 1998-as évet ausztráliai felkészüléssel és versenyekkel kezdte. Májusban az oszakai gp versenyen 81,01 méterrel győzött, amely a világranglistán harmadik helyezést ért akkor. A hónap végén Sevillában 81,67 méterrel, majd Saint Denisben 83,00 méteres új magyar rekorddal nyert. Az ob-n újabb magyar bajnoki címet szerzett (81,18). Júliusban a Nizzában elért 82,13 méterrel és a barcelonai 81,12 méterrel bizonyította, hogy továbbra is remek formában van a budapesti Eb előtt. A kontinens viadalon kettős magyar siker született. Kiss a második helyen végzett Gécsek mögött (81,26). A szeptemberi moszkvai gp-döntőn hasonló volt a szereposztás, Kiss 79,71 méterrel ezüstérmes lett magyar riválisa mögött.
A következő szezont újra Ausztráliában kezdte meg. Később hónapokon át tartó hátsérülés gyötörte. A sevillai vb előtt nem volt jó előjel, hogy csak egy versenyen tudott 80 méter fölé kerülni. A világbajnokságon a selejtezőcsoportjában 10. helyen végzett (74,61) és kiesett.
A 2000. év különleges párviadallal kecsegtetett. A három, olimpián indítható magyar kalapácsvető helyére négy versenyző (az olimpiai címvédő Kiss Balázs, az Európa-bajnok Gécsek Tibor, a vb-második Németh Zsolt és a világranglista-harmadik Annus Adrián) pályázott. A versenyzők részére a zágrábi és a nizzai gp versenyt, a budapesti nemzetközi viadalt és az országos bajnokságot jelölték ki, melyek alapján kivívhatták az indulás jogát. Kiss ezúttal Magyarországon kezdte meg a felkészülést. A szakmai munkáját a továbbiakban a versenyszám világcsúcstartója, a Párizsban élő Jurij Szjedih is segítette.
Márciusban a MOB Kiss Balázst jelölte a NOB sportolói bizottságába. Melyről a szavazást a Sydneyben, az olimpián tartották, de ezen nem kapott elég szavazatot. Áprilisban Kiss háromhetes japán versenykörúton vett részt, majd Európában indult. Az első magyar olimpiai selejtező versenyen, Zágrábban a 6. helyen végzett (Gécsek 2., Annus 8., Németh 11.). A következő állomáson Nizzában Kiss kiesett a selejtezőben (Gécsek 3., Annus 6., Németh 8.). Budapesten 8. lett (Németh 2., Gécsek 4., Annus 7.) A verseny után így állt a válogató pontversenye: 1. Gécsek 11 pont, 2. Németh és Annus 7-7, 4. Kiss 5. A mindent eldöntő ob-n Kiss ezúttal összeszedetten versenyzett, a szezonban első alkalommal jutott versenyen 79 méter fölé, amely elegendő volt a bajnoki címhez (2. Gécsek, 3. Annus, 4. Németh). A győzelem egyúttal az olimpiai szereplés lehetőségét jelentette Kiss számára, aki a július végi világranglistán a 11. helyen állt. Szeptember elején Kiss Balázs bejelentette, hogy porckorong sérülése miatt nem tudja vállalni az olimpiai szereplést.
A következő idény ismét a szokásos oszakai versennyel indult, majd Európában folytatódott. Júliusban Veszprémben dobta meg a vb indulást érő 78,94 métert. Majd Cottbusban érte el az évadbeli legjobbját (81,36). Az edmontoni világbajnokságon a selejtezőből 79,50 méterrel második helyen jutott tovább. A versenyben Kiss 79,75 méterrel a legjobb magyar, hatodik lett. Szeptemberben a Jóakarat Játékokon harmadik helyen végzett, majd Jokohamában zárta a szezont.
A 2002-es versenyzést ezúttal Dél-Afrikában kezdte meg, majd Japánban folytatta. A dohai GP versenyen sikerült 80 méter fölé juttatni a szert. A júliusi ob-n ezúttal a bronzérem jutott Kissnek. A müncheni Európa-bajnokságon biztosan jutott túl a selejtezőn. A döntőben negyedik helyen végzett (80,17). A párizsi GP-döntőn a harmadik hellyel zárt. A szezonzáró jokohamai versenyen érte el a legjobb 2002-es eredményét (80,78) amivel megnyerte a versenyt.
2003-ban még indult a sizuokai és az oszakai versenyeken. 2004 júliusában bejelentette visszavonulását az élsporttól.
Sportolói pályafutása után az üzleti életben helyezkedett el.
Korábban a MOB tagja volt. 2011-ben a Magyar Egyetemi-Főiskolai Sportszövetség elnökségi tagja lett.

### Legjobb kalapácsvető eredményei szezononként
- 1988: 56,24 m
- 1989: 61,24 m
- 1990: 62,82 m
- 1991: 70,66 m
- 1993: 77,18 m
- 1994: 77,74 m
- 1995: 82,56 m
- 1996: 81,76 m
- 1997: 82,90 m
- 1998: 83,00 m
- 1999: 80,87 m
- 2000: 79,22 m
- 2001: 81,36 m
- 2002: 80,78 m
- 2003: 77,46 m

## Díjai, elismerései
- Az év magyar atlétája (1995, 1996, 1997)
- A Magyar Köztársasági Érdemrend tisztikeresztje (1996)
- Az év magyar sportolója választás harmadik helyezettje (1996)
- Veszprém díszpolgára[2]

## Családja
Egy lánya (2018) van.